# Peter Atherton
Peter Atherton (Wigan, 6 april 1970) is een Engels voormalig voetballer die als voorstopper of als defensieve middenvelder speelde. Atherton was aanvoerder van Sheffield Wednesday, waarvoor hij de meeste wedstrijden uit zijn loopbaan speelde. Tussen 1994 en 2000 was hij met de club actief in de Premier League.

## Clubcarrière
In de beginjaren van zijn carrière speelde hij voor Wigan Athletic, de club uit zijn geboortestad. Atherton speelde drie seizoenen bij Coventry City – waar hij net als bij Wigan vooral als verdediger werd opgesteld – van 1991 tot 1994. In 1994 verhuisde hij naar Sheffield Wednesday, waar hij aanvoerder werd. Hij speelde er samen met de Belgen Marc Degryse en Gilles De Bilde en de Nederlanders Regi Blinker en Orlando Trustfull. Voorname landgenoten bij de club waren Des Walker, David Hirst en Mark Bright, maar ook de Ier John Sheridan was een dominante speler. Na zes jaar en 216 competitieduels in de loondienst van Sheffield Wednesday te hebben gespeeld, kwam hij vijf seizoenen uit voor Bradford City. Ook bij deze club, die twee seizoenen op het hoogste niveau speelde, was Atherton een leider en een bepalende factor.
Na enkele jaren verloor Atherton echter zijn basisplaats. Bradford City leende hem uit aan Birmingham City, dat in 2001 de finale van de League Cup bereikte, maar daarin verloor de club tegen Liverpool na strafschoppen (5–4). Atherton was niet speelgerechtigd omdat hij dat seizoen al met Bradford City in actie was gekomen in het bekervoetbal (Engels: cup-tied). Hij speelde meer dan 300 wedstrijden in de Premier League en scoorde 13 doelpunten gedurende zijn carrière.
Atherton beëindigde zijn loopbaan bij Halifax Town op 38-jarige leeftijd.